# Зеленцов, Анатолий Александрович
Анато́лий Алекса́ндрович Зеленцо́в (1854—1918) — горнозаводчик, тайный советник, член Государственного совета Российской империи.

## Биография
Родился 22 января 1854 года в Бирском уезде Уфимской губернии, происходил из дворян Уфимской губернии.
Образование получил в Горном институте в Санкт-Петербурге, по окончании которого в 1876 году был определён на службу по Горному управлению. В том же году, в связи с надвигающейся войной с Турцией, Зеленцов поступил на военную службу вольноопределяющимся в лейб-гвардии Конно-гренадерский полк и вскоре был произведён в унтер-офицеры.
Принимал участие в кампании против турок на Дунае и в Болгарии, за отличие произведён в портупей-юнкеры и награждён Знаком отличия военного ордена св. Георгия 4-й степени, а затем получил чин прапорщика и орден св. Анны 4-й степени.
В 1879 году по прошению уволен в отставку, с определением по Горному ведомству и назначением в распоряжение главного начальника Уральских казённых заводов. Служил на Нижнеисетском заводе Екатеринбургского округа, затем был смотрителем Верхнетуринского завода Гороблагодатского округа. С 1881 года управлял Серебрянским заводом, а с 1883 года — Баранчинским заводом. В 1888 году назначен окружным инженером 6-го Уфимского округа.
В 1892 году Зеленцов был избран Бирским уездным предводителем дворянства, был гласным Бирского уездного и Уфимского губернского земских собраний; также с 1896 года он был почётным мировым судьёй.
В 1897 году командирован в Бельгию и Германию для изучения опыта работы горных ведомств. По возвращении назначен горным начальником Златоустовского горного округа и директором Златоустовской оружейной фабрики. В 1899 году избран членом учётно-ссудного комитета по сельскохозяйственным кредитами при Уфимском отделении Государственного банка.
27 августа 1909 года, по истечении срока полномочий В. А. Кугушева, Зеленцов был избран членом Государственного совета Российской империи от Уфимского губернского земского собрания. Входил в Правый кружок Группы Центра, а затем в Правый Центр. В Государственном совете Зеленцов занимался преимущественно вопросами рабочего законодательства и регулированием нефтепромыслов.
20 августа 1912 года Зеленцов, за истечением срока полномочий, оставил работу в Государственном совете и вышел в отставку. Проживал в своём имении в Бирском уезде Уфимской губернии.
В конце июня 1918 года был захвачен большевиками в качестве заложника и через несколько дней был расстрелян.

## Награды
Среди прочих наград Зеленцов имел следующие:
- Знак отличия Военного ордена Святого Георгия 4-й степени (1877 год)
- Орден Святой Анны 4-й степени (1877 год)
- Орден Святого Станислава 3-й степени (1886 год)
- Орден Святой Анны 3-й степени (1893 год)
- Орден Святого Станислава 2-й степени (1897 год)
- Орден Святого Владимира 4-й степени (1903 год)
- Орден Святого Владимира 3-й степени (1905 год)
- Орден Святого Станислава 1-й степени (1908 год)